# Magdalena Bonet Fàbregues
Magdalena Bonet Fàbregues   (Palma, 28 d'abril de 1854 - Barcelona, 1929) fou una política republicana i artista que s'ha relacionat amb el republicanisme, el feminisme i els moviments obrers.

## Biografia
Magdalena havia nascut al si d'una família de republicans federals, son pare era menestral i sa mare filla de teixidors. Les primeres notícies de Magdalena són de 1870. Només amb setze anys ja feia mítings i publicava escrits a la premsa republicana. Era una gran lectora i dels seus escrits es dedueix que tenia almenys estudis primaris i probablement havia rebut una educació superior a les al·lotes de la seva època. També es pot suposar que a casa havia rebut valors republicans.
Es pot suposar que era ella la noia que fou expulsada del col·legi del carrer Verí el febrer de 1870 perquè, polemitzant amb la mestra, havia defensat a classe les idees racionalistes. Al llarg del mateix any 1870 publica sis articles al periòdic republicà El Iris del Pueblo, titulats «El desestanc religiós», «Impossibilitat de la monarquia a Espanya», «Desperta Espanya i mira el teu futur»...
La seva fama de ser el martell femení del fanatisme religiós s'emfasitzà a la premsa republicana i travessà la mar. Fou lloada com a exemple de dona lliurepensadora i de lluitadora pel matrimoni civil per diferents periòdics republicans peninsulars. Es mogué entre el republicanisme federal i un socialisme utòpic que preveia l'emancipació de la dona.
L'any 1883 Magdalena era la presidenta de la junta organitzadora del Congrés Feminista de Mallorca, lligat a la Unió Obrera Balear, que tenia com a objectiu millorar el futur de la dona mitjançant la instrucció i cridava a abandonar els prejudicis que negaven l'ús de la tribuna pública a les dones.
La iniciativa de les feministes mallorquines havia aixecat una onada de solidaritat arreu de l'Estat i diverses associacions de dones i homes lliurepensadors prometien l'assistència al Congrés i enviaven col·laboracions periodístiques. Això degué alarmar el conservadorisme confessional mallorquí. La campanya de desprestigi contra les organitzadores del Congrés per part d'influents sectors catòlics obligà a suspendre’l. A partir del 1904, morts el seu marit i son pare, perdem absolutament el rastre de Magdalena i dels seus fills. Segurament es traslladaren a viure fora de Mallorca.